# James M. Buchanan
James McGill Buchanan, Jr. (Murfreesboro, 3 oktober 1919 – Blacksburg (Virginia), 9 januari 2013) was een Amerikaanse econoom, die vooral bekend is voor zijn bijdrage aan de publiekekeuzetheorie. Hiervoor kreeg hij in 1986 de Prijs van de Zweedse Rijksbank voor economie, gemeenzaam bekend als de Nobelprijs Economie. Zijn werk gaf inzicht in hoe de belangen van politici en niet-economische factoren van invloed zijn op het economisch beleid van een overheid.

## Biografie
Buchanan studeerde in 1940 af aan de Middle Tennessee Normal School. Hij rondde zijn M.S. af aan de Universiteit van Tennessee in 1941, en zijn Ph.D. aan de Universiteit van Chicago in 1948.
Buchanan was lange tijd professor aan de George Mason-universiteit, en is een centraal figuur aan de Virginia school of political economy. Buchanan gaf ook les aan de Universiteit van Virginia, UCLA, Florida State University, de Universiteit van Tennessee en het Virginia Polytechnic Institute.

## Werk
Buchanans boek The Calculus of Consent, dat hij samen schreef met Gordon Tullock en publiceerde in 1962, wordt gezien als een van de klassieke werken die hebben bijgedragen aan de publiekekeuzetheorie. Het boek gaat over de politieke organisaties van een vrije samenleving. The Calculus of Consent beargumenteert dat beslissingen van de overheid onderdeel zijn van de economie.
Buchanan schreef ook een theorie over de fiscale constitutie. Zijn werk The Power to Tax: Analytical Foundations of a Fiscal Constitution (met Geoffrey Brennan) liet zien hoe fiscale beslissingen werden genomen.